# Ivan Monighetti

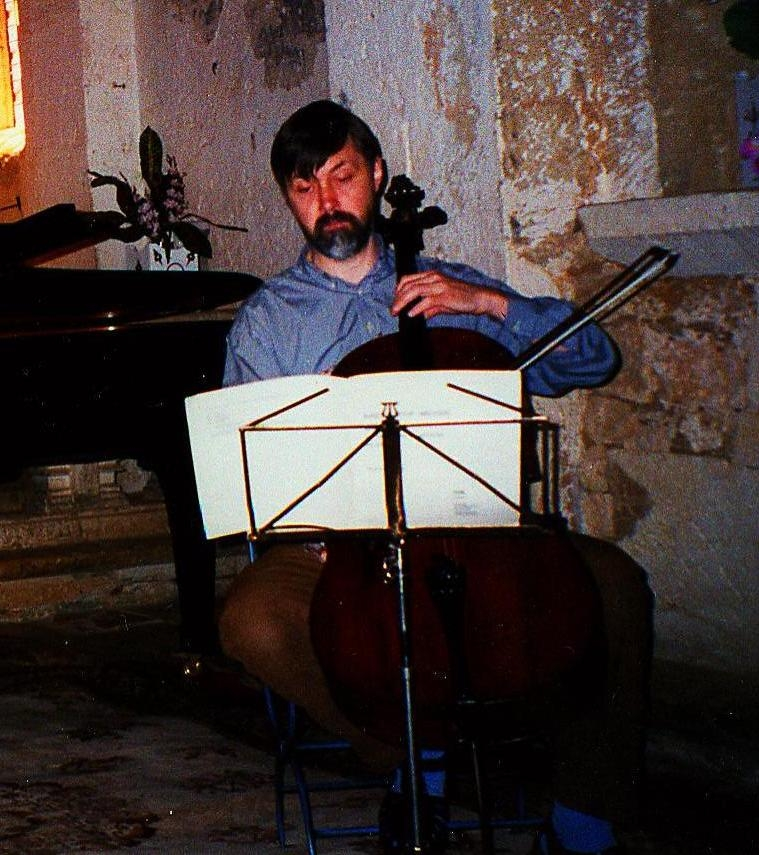
Ivan Monighetti

Ivan Monighetti (russisch Иван Андреевич Монигетти; * 3. August 1948 in Riga) ist ein russischer Cellist und Dirigent.

## Leben
Monighetti war einer der letzten Schüler Mstislaw Rostropowitschs am Moskauer Konservatorium. 1974 gewann der den zweiten Preis im Fach Violoncello beim Tschaikowski-Wettbewerb, womit seine erfolgreiche internationale Laufbahn begann. Er trat mit Musikern wie Martha Argerich, Michail Pletnjow, Alexei Ljubimow, Vassily Lobanov, Vadim Zakharov, Andrei Gawrilow, Pyotr Meshchaninov, Liana Issakadse und Anner Bylsma, den Berliner Philharmonikern unter Krzysztof Penderecki, dem Leipziger Gewandhausorchester unter Kurt Masur, dem Gulbenkian-Orchester unter Tang Muhai und den Moskauer Philharmonikern unter Leitung seines Lehrers Rostropowitsch  auf.
Monighetti ist ein dezidierter Vertreter der zeitgenössischen Musik. Zu seinem Repertoire zählen Werke von Krzysztof Penderecki, Iannis Xenakis, Henri Dutilleux, Alexander Knaifel, Alfred Schnittke, Tan Dun, Sofia Gubaidulina, Walentyn Sylwestrow, Franghiz Ali-Zadeh und anderer Komponisten des 20. Jahrhunderts. Alexander Knaifel, Boris Tischtschenko und Krzysztof Meyer widmeten ihm mehrere Werke, Edisson Denissow seine Haydn-Variationen (1982), Sylwestrow eine Cellosonate (1983) und Franghiz Ali-Zadeh ein Cellokonzert (2002).
Daneben gilt Monighettis Aufmerksamkeit der Musik des 18. und 19. Jahrhunderts. Er spielte Werke von  Johann Sebastian Bach, Luigi Boccherini und Joseph Haydn und wurde für seine Aufnahme der sechs Solosuiten von Bach 2003 mit einem Fryderyk ausgezeichnet. Zu seinen musikalischen Partnern auf diesem Gebiet zählen Anner Bylsma, Nancy Argenta, Simon Standage, Ronald Brautigam, Wieland Kuijken und Alexei Ljubimow. In Moskau war er Gründungsdirektor eines Festivals für Alte Musik. Als Dirigent debütierte er 1998 mit einer Aufführung von Haydns Nelsonmesse.
Insgesamt nahm Monighetti mehr als 40 Tonträger bei Labels wie ECM, Erato, Harmonia Mundi, Le Chant du Monde, Orfeo International und Berlin Classics auf. Er lebt in der Schweiz, wo er als Professor für Cello an der Musik-Akademie der Stadt Basel tätig ist; als  Gastprofessor lehrte er am Moskauer Konservatorium und der Musikhochschule Madrid.